# Beaupréau-en-Mauges
Beaupréau-en-Mauges este o comună franceză, situată în departamentul Maine-et-Loire, în regiunea Pays de la Loire, creată pe 15 decembrie 2015. Este rezultatul fuziunii comunelor Beaupréau, Andrezé, La Chapelle-du-Genêt, Gesté, Jallais, La Jubaudière, Le Pin-en-Mauges, La Poitevinière, Saint-Philbert-en-Mauges, Villedieu-la-Blouère.

## Geografie

### Localizare
Comuna, reședință de canton, se situează în sud-vestul departamentului Maine-et-Loire, în inima regiunii Mauges.

### Geologie și relief
Relieful comunei este format dintr-un platou marcat de valea Èvre și principalii săi afluenți. Altitudinea comunei variază astfel de la 30 de metri la 71 de metri pentru valea Èvre, în timp ce platoul se situează în general între 100 și 120 de metri (punctul culminant al comunei este la 128 de metri, în nordul localității Le Pin-en-Mauges). Comuna se întinde pe 230,45 km² și pe o distanță de 29 de kilometri de la est la vest.

### Hidrografie
Valea Sanguèze părăsește comuna la o altitudine de 46 de metri. Acest râu, care se varsă în Sèvre Nantaise, formează, de asemenea, granița dintre Beaupréau-en-Mauges și Sèvremoine în amonte, apoi cu departamentul Loire-Atlantique.

### Comune limitrofe
|                                   | Montrevault-sur-Èvre |                                                 |
| La Regrippière (Loire-Atlantique) |                      | Chemillé-en-Anjou                               |
|                                   | Sèvremoine           | Trémentines Le May-sur-Èvre Bégrolles-en-Mauges |

### Climă
În 2010, clima comunei era clasificată ca fiind de tip oceanic alterat, conform unui studiu realizat de Centrului Național de Cercetare Științifică (CNRS), bazat pe o serie de date care acoperă perioada 1971-2000. În 2020, Météo-France a publicat o tipologie a climei din Franța metropolitană, în care comuna este clasificată ca având un climat oceanic și fiind situată într-o zonă de tranziție între regiunile climatice Bretania orientală și meridională, Pays nantais, Vendée, caracterizată de precipitații scăzute vara și o bună însorire..
Pentru perioada 1971-2000, temperatura medie anuală era de 11,9 °C, cu o amplitudine termică anuală de 14 °C. Cumulul anual mediu de precipitații era de 683 mm, cu 11,4 zile de precipitații în ianuarie și 5,9 zile în iulie. În perioada 1991-2020, temperatura medie anuală observată la stație meteorologică Météo-France cea mai apropiată  situată în comuna Cholet la 16 km distanță, era de 12,8 °C, iar cumulul anual mediu de precipitații era de 704,6 mm.
Pentru viitor, parametrii climatici ai comunei estimați pentru anul 2050, în funcție de diferite scenarii de emisie a gazelor cu efect de seră, sunt disponibili pe un site dedicat publicat de Météo-France în noiembrie 2022.

## Urbanism

### Tipologie
La 1 ianuarie 2024, Beaupréau-en-Mauges este clasificată ca târg rural, conform noii grile comunale de densitate cu șapte niveluri definită de INSEE (Institutul Național de Statistică și Studii Economice) în 2022. Aparține unității urbane Beaupréau-en-Mauges, o unitate urbană monocomunală care constituie un oraș izolat. De asemenea, comuna face parte din aria metropolitană a orașului Cholet, fiind o comună din coroana acestuia. Această arie, care reunește 26 de comune, este clasificată în ariile cuprinse între 50.000 și mai puțin de 200.000 de locuitori.

## Istorie
Noua comună Beaupréau-en-Mauges a luat naștere pe 15 decembrie 2015 prin fuziunea celor 10 comune ale comunității de comune Centre-Mauges, și anume: Andrezé, Beaupréau, La Chapelle-du-Genêt, Gesté, Jallais, La Jubaudière, Le Pin-en-Mauges, La Poitevinière, Saint-Philbert-en-Mauges și Villedieu-la-Blouère.
Sediul comunei se mută pe amplasamentul Loge, în comuna delegată Beaupréau. Această clădire nouă, care trebuia să găzduiască sediul comunității de comune Centre-Mauges, devine primăria Beaupréau-en-Mauges. Serviciile comunei se mută în acest loc pe 18 ianuarie 2016.

## Populația și societatea

### Date demografice
Evoluția numărului de locuitori este cunoscută prin recensămintele populației efectuate în comună începând din 2019. Pentru comunele cu mai puțin de 10 000 de locuitori, un recensământ al întregii populații este realizat la fiecare cinci ani, populațiile legale pentru anii intermediari fiind estimate prin interpolare sau extrapolare.
În 2022, comuna număra 23 887 locuitori, în creștere cu +3,2 % față de 2016 (Maine-et-Loire: +2,12 %, Franța fără Mayotte: +2,11 %).
| An        | 2016   | 2020   | 2021   | 2022   |
| --------- | ------ | ------ | ------ | ------ |
| Populație | 23 146 | 23 465 | 23 639 | 23 887 |